# Megachurch

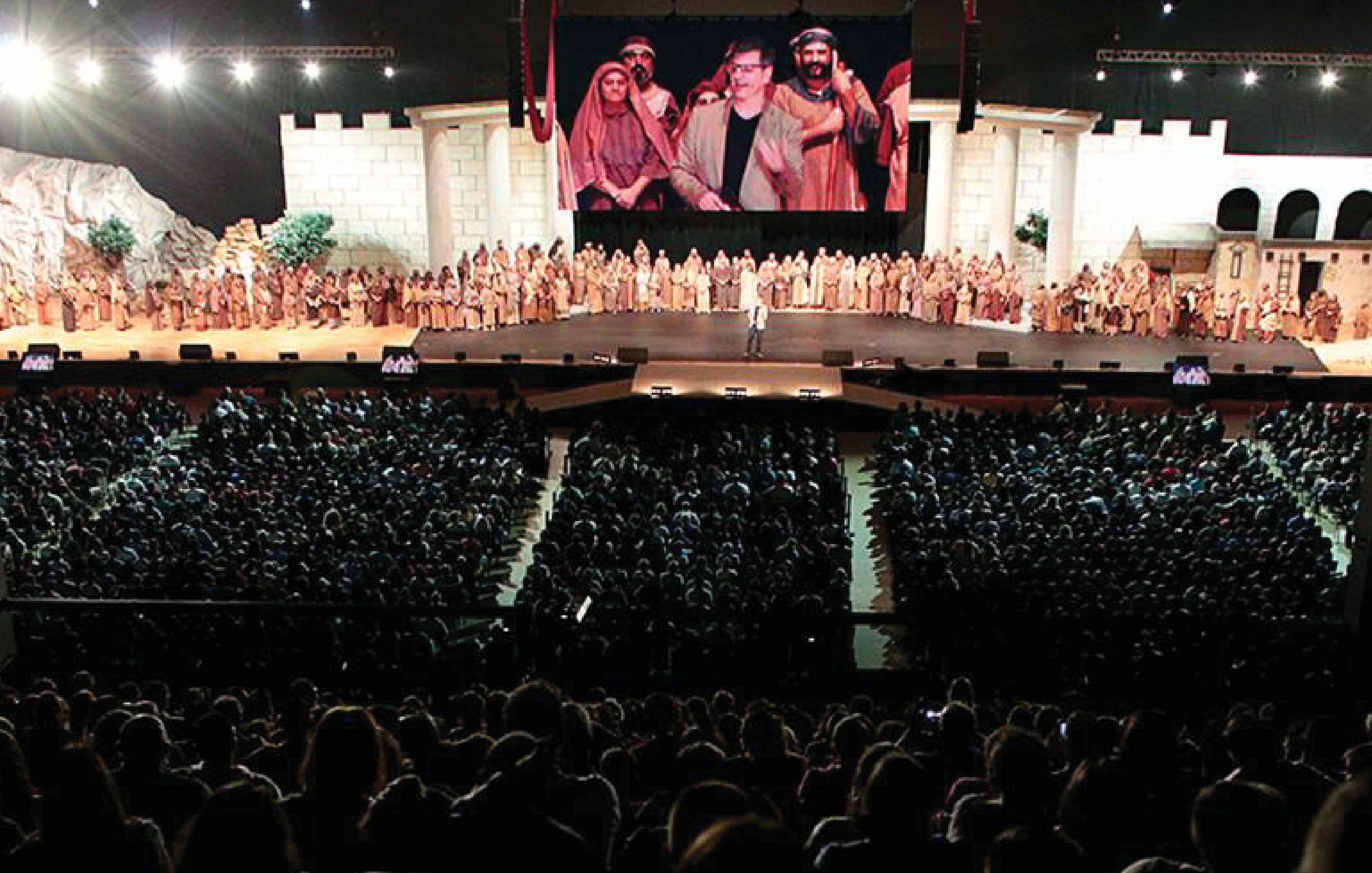
Show über das Leben von Jesus in der Igreja da Cidade, die der Brasilianischen Baptistenkonvention angeschlossen ist, in São José dos Campos, Brasilien, 2017

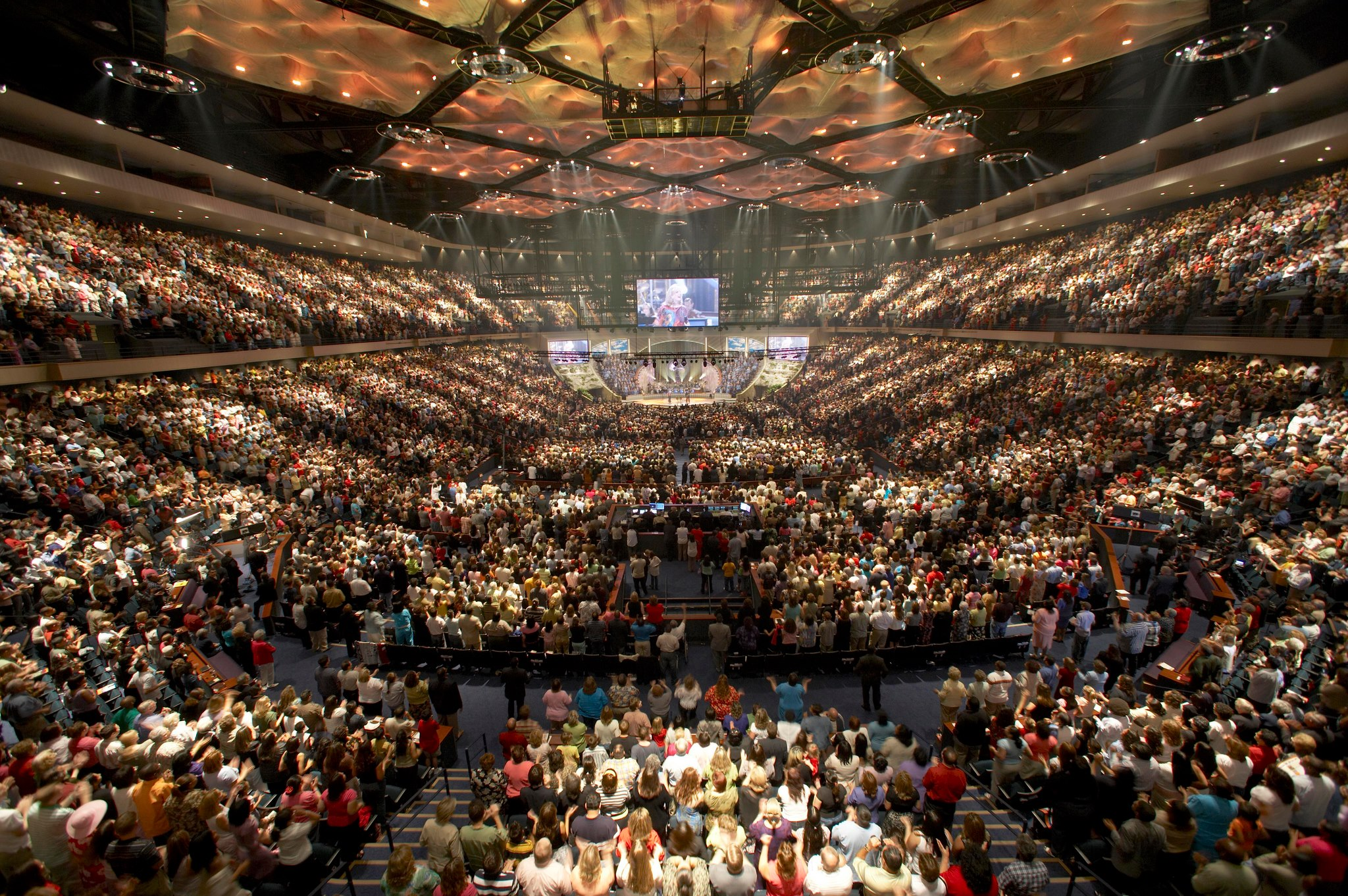
Lakewood Church, ein umgebautes Stadion, mit 16.800 Plätzen für über 40.000 Mitglieder und Gottesdiensten in Englisch und Spanisch.

Mit Megachurch („Mega-Kirche“) wird, insbesondere in den Vereinigten Staaten, eine evangelikal-protestantische Einzelgemeinde bzw. Kirchengemeinde mit wöchentlich mindestens 2000 Besuchern bezeichnet. Als erste Megachurch gilt die Yoido Full Gospel Church in Südkorea.
Die Ausbreitung der Megakirchen hat seit den 1970ern ein großes Wachstum erfahren, sodass die Anzahl der Gemeinden mit über 2000 Besuchern in den USA seit 1984 von circa 70 Gemeinden auf über 1700 im Jahr 2012 angewachsen ist. Die Größte stellt hierbei die Lakewood Church in Texas dar, die wöchentlich von 43.000 Gläubigen besucht wird. Das Phänomen sehr großer Einzelgemeinden ist jedoch nicht auf die Vereinigten Staaten beschränkt, sondern breitet sich seit den 1980ern in Lateinamerika, Afrika und Südostasien aus. Außerhalb der USA befinden sich im Jahr 2018 die meisten Megakirchen in Kenia (43), China (41), Korea (38) und Nigeria (33). Neben der Yoido Full Gospel Church in Südkorea mit 480.000 wöchentlichen Besuchern zählen die Calvary Temple Church in Indien (190.000 Besucher) und die Bethany Church of God in Indonesien (140.000 Besucher) zu den größten Megakirchen weltweit.

## Struktur der Megachurches
In den Vereinigten Staaten gab es 2005 über 1200 Kirchen, die wöchentlich im Durchschnitt über 2000 Gottesdienstbesucher haben, im Durchschnitt aller Megachurches sind es an die 4000. Die meisten Megachurches haben ein Kirchengebäude, in dem 2000 bis 8000 Besucher Platz finden, und in der Regel halten sie jedes Wochenende mehrere Gottesdienste ab, so dass die Besucherzahlen wesentlich größer sein können als die Anzahl der Plätze im Kirchengebäude. Die größte amerikanische Megachurch hat durchschnittlich über 40.000 Gottesdienstbesucher. Über 60 % der Megakirchen sind über verschiedene Standorte verteilt (sog. multi-site churches), so zum Beispiel auch die Life.Church mit über 30 Standorten. Es gibt in den meisten amerikanischen Staaten Megachurches, aber die Mehrheit ist in Kalifornien, Texas, Florida und Georgia zu finden. Theologisch sind Megachurches in der Regel evangelikal, etwa ein Viertel tendiert zum Prosperity Gospel (deutsch: Wohlstandsevangelium). 40 % der Gemeinden sind non-denominational, während der restliche Anteil mehr oder weniger eng an eine Denomination gebunden ist, darunter am häufigsten an baptistische Kirchen.
In der Regel wird eine Megachurch von einem Senior Pastor geführt, der beim Wachstum der Kirche eine Schlüsselfigur ist. Dieser zeichnet sich meistens durch eine hohe Popularität aus und besitzt u. a. Eigenschaften wie Medientauglichkeit und Redegewandtheit. Der Senior Pastor repräsentiert die Identität der Gemeinde und ist außerdem für die Begeisterung der Gläubigen verantwortlich. Er übernimmt die Leitung und Organisation der Gemeinde und wird von einem Team aus sowohl haupt- und nebenberuflichen Co-Pastoren und Mitarbeitenden (durchschnittlich 75 Personen) als auch Hunderten von Freiwilligen unterstützt.
Die Besucher der Gottesdienste bestehen aus folgenden Gruppen: Einerseits aus den formalen Mitgliedern der Gemeinde (members), von welchen ein Minimum an Spenden oder anderweitigem Engagement erwartet wird. Andererseits setzt sich das Publikum aus sogenannten attenders (Besucher, die keine Mitglieder sind) und unchurched people (Kirchenfernen) zusammen. Diese Gruppen nehmen eher unregelmäßig an den Gottesdiensten teil und stellen die Hauptzielgruppe der Megakirchen dar. Sie sollen durch spezifische Angebote zu einer Mitgliedschaft und freiwilligem Engagement bewegt werden. Diese Ausrichtung der Megakirchen kann, wird der Einteilung von Max Weber gefolgt, als Verknüpfung der Elemente von sowohl religiösen Sekten als auch Kirchen interpretiert werden. Einerseits streben sie die Mobilisierung möglichst vieler Personen an und lassen dementsprechend schwache Bindungen zu. Andererseits verstehen sie sich selbst als religiöses Trainingslager, in welchem die Gläubigen in ihrer persönlichen Bindung gestärkt werden sollen. Durch die organisatorisch funktionale Verknüpfung der Elemente aus Kirche und Sekte erlaubt das Organisationsmodell der Megakirchen unterschiedliche Formen der Bindung, sodass sie ein möglichst breites Publikum ansprechen können.
Die angestrebte Einbindung erfolgt, im Unterschied zu "normalen Kirchen", durch die Orientierung an den persönlichen Bedürfnissen der Gläubigen. Die einzelne Person wird mit ihrer Individualität in den Mittelpunkt gestellt, das Wissen über religiöse Traditionen und Rituale spielt hierbei eher eine geringe Rolle. Stattdessen wird die persönliche Erfahrung von Gott betont, es kann also von einer Subjektivierung der Religiosität gesprochen werden. Der Gestaltung des Gottesdienstes kommt dementsprechend eine besondere Rolle zu, da diese sowohl einzigartige Erlebnisse als auch ein Gemeinschaftsgefühl erzeugen soll. Die umfangreiche technische Ausstattung wie Konzertbühne, Multimedia-Technik sowie professionelle Licht- und Tontechnik erinnern an die Ausstattung von Pop- oder Rockkonzerten.
Neben den Gottesdiensten bieten die Megakirchen, abhängig von ihrer organisationalen Ausrichtung, verschiedene religiöse Kleingruppen, Freizeit-, Sport und Serviceangebote an, bspw. in Form von Jugendgruppen, Fitnessstudios oder Autoreparaturen. Circa 30 % verfügen darüber hinaus über einen Online Campus, welcher Livestreams der Gottesdienste, Chats zum gemeinsamen Gebet, Online-Seelsorge und vieles mehr beinhaltet.

## Kritik
Megachurches werden aus verschiedenen Gründen kritisiert, sowohl aus nichtkirchlicher Motivation als auch von den Anhängern anderer Kirchenformen. In diesem Zusammenhang fällt oft der polemische Begriff McChurch. Der baptistische Pastor David Platt spricht von erfolgreichen Gemeinden in einer unterhaltungsgesteuerten Kultur, die eine gute Show und ein erstklassiges Programm durch Profis in teuren Gebäuden brauchen. Der Großteil der nordamerikanischen Gottesdienstbesucher sind in kleineren Gemeinden, oft mit weniger als 200 Mitgliedern, anzutreffen. Nach ihrem Eindruck bieten die Megachurches einen sterilen, massenproduzierten und unpersönlichen Ablauf, der mit dem Fastfood von McDonald’s zu vergleichen ist. Kritiker behaupten, dass mit Betonung der Darstellung und Bühnentechnik im Gottesdienstablauf es mehr um Unterhaltung als um Gottesverehrung und Verkündigung des Evangeliums gehe. Al Sharpton hat auch die Behauptung erhoben, diese Kirchen würden sich nur auf Themen der persönlichen Moral beschränken, und ihre Berufung zur Förderung der sozialen Gerechtigkeit außer Acht lassen.
Im Spiegel wurden Megakirchen als „Wohlfühltempel mit Unterhaltungsprogramm“ bezeichnet.
Das von Arman Danesh und Ethan Olinga initiierte Projekt JesusJets veröffentlicht das Flugverhalten ausgewählter Vertreter von Megachurches und stellt den Privatflügen Schätzungen der verbundenen CO2-Emissionen anbei.

## Beispiele

### Vereinigte Staaten
- Bellevue Baptist Church (Memphis, Tennessee; Southern Baptist; Leitender Pastor: Steve Gaines; 30.000 Mitglieder und 6.800 wöchentliche Besucher)
- Calvary Chapel of Fort Lauderdale (Fort Lauderdale; Calvary Chapel; Leitender Pastor: Doug Sauder; 30.000 Mitglieder)
- Central Christian Church (Henderson, Nevada; Christian churches and Churches of Christ; Leitender Pastor: Jud Wilhite; 21.000 Mitglieder)
- Christ' Church of the Valley (Peoria, Arizona; unabhängige Kirche; Leitender Pastor: Donald J. Wilson; 20.000 Mitglieder)
- Christian Cultural Center (New York City; Gründung: 1979; unabhängige Kirche; Leitender Pastor: A. R. Bernard; 29.000 Mitglieder)[31]
- Church of the Highlands (Birmingham, Alabama; unabhängige Kirche; Leitender Pastor: Chris Hodges; 32.500 Mitglieder)
- Faith Church (St. Louis; unabhängige Kirche; Leitender Pastor: David Crank; 25.000 Mitglieder)
- First Baptist Church Jacksonville (Jacksonville, Florida; Southern Baptist; Leitender Pastor: Mac Brunson; 28.000 Mitglieder)
- Gateway Church (Southlake; unabhängige Kirche; Leitender Pastor: Robert Morris; >39.000 Mitglieder, 31.000 wöchentliche Besucher)[32]
- Greater Allen A. M. E. Cathedral of New York (New York City; African Methodist Episcopal Church; Leitender Pastor: Floyd H. Flake; 20.000 Mitglieder)
- Greater Cornerstone Baptist Church (Dallas; Southern Baptist; Leitender Pastor David E. Wilson; 20.000 Mitglieder)
- Lakewood Church (Houston; Gründung: 1958; unabhängige Pfingstkirche; Leitender Pastor: Joel Osteen; mit 50.000 wöchentlichen Besuchern die größte Megachurch der USA)
- LifeChurch.tv (Edmond, Oklahoma; Evangelical Convenant Church; Leitender Pastor: Craig Groeschel; über 100.000 wöchentliche Besucher an 33 Standorten)[33]
- New Birth Missionary Baptist Church (Lithonia, Georgia; Full Gospel Baptist Church Fellowship; Hauptpastor bis 2017: Eddie Long; 25.000 Mitglieder)
- Phoenix First Assembly of God (Phoenix, Arizona; Assemblies of God; Leitender Pastor: Tommy Barnett; 21.000 Mitglieder)
- Prestonwood Baptist Church (Plano, Texas und Prosper, Texas; Gründung: 1977; Southern Baptist; Leitender Pastor: Jack Graham; 38.000 Mitglieder, 15.800 wöchentliche Besucher)
- Saddleback Church (Lake Forest, Kalifornien; Gründung: 1980; Southern Baptist; Leitender Pastor: Rick Warren; 38.800 Mitglieder und 22.000 wöchentliche Besucher)
- Second Baptist Church (Houston; Southern Baptist; Leitender Pastor: Homer Edwin Young; 64.000 Mitglieder und 23.700 wöchentliche Besucher)
- Southeast Christian Church (Middletown, Kentucky; Gründung: 1962; Christian churches und Churches of Christ; Leitender Pastor: Dave Stone; >30.000 Mitglieder, 23.000 wöchentliche Besucher)
- West Angeles Cathedral (Los Angeles; Church of God in Christ; Leitender Pastor: Charles E. Blake; 20.000 Mitglieder)
- Willow Creek Community Church (South Barrington; Gründung 1975; unabhängige Kirche; Gründer: Bill Hybels; interimistischer Leiter seit 2018: Steve Gillen; 25.700 Mitglieder)

### International
- Christliche Mission Elim (San Salvador, El Salvador; Pfingstkirche; 50.000 wöchentliche Besucher)
- City Harvest Church (Singapur)
- Hillsong Church (Sydney, Australien, mit über 40 ausländischen Tochtergemeinden; Gründung 1983; Pfingstbewegung; Leitender Pastor: Brian Houston (bis 2022); 21.000 wöchentliche Besucher in Sydney und 150.000 weltweit)[34]
- Igreja de Paz (Santarem, Brasilien; baptistisch; 50.000 wöchentliche Besucher)
- Kathedrale de Jotabeche (Santiago de Chile, Chile; Pfingstkirche; 50.000 wöchentliche Besucher)
- Lighthouse Chapel International (Accra, Ghana; Gründung: 1989; mit knapp 1200 Niederlassungen weltweit, darunter 4 in Deutschland)
- Deeper Life Bible Church (Lagos, Nigeria; 75.000 wöchentliche Besucher)
- Yoido Full Gospel Church (Seoul, Südkorea; Gründung: 1958; Pfingstbewegung; Leitender Pastor: David Yonggi Cho; mit 480'000 wöchentlichen Gottesdienstbesuchern die größte Megachurch der Welt)

### Evangelikale Großkirchen im deutschsprachigen Raum
- Gospel Forum (Stuttgart-Feuerbach; neocharismatische Freikirche; Leitender Pastor: Peter Wenz; 3.500 wöchentliche Besucher)[35]

- Gemeinde auf dem Weg (Berlin; charismatisch-freikirchlich; Leitender Pastor: Wolfhard Margies)[36]
- Gospel Life Center (Feldkirchen bei München; Freikirche)
- International Christian Fellowship (Zürich; neocharismatische Freikirche; Leitender Pastor: Leo Bigger)